# Karbala
Karbala (arab. كربلاء, znana także pod nazwami Kerbala, Kerbela, Karbila) – miasto w środkowej części Iraku, na Nizinie Mezopotamskiej, w pobliżu Eufratu, stolica muhafazy Karbala, zamieszkana przez około 1 mln osób.

## Etymologia
Nie ma jednoznacznego stanowiska badaczy odnośnie do pochodzenia nazwy miasta „Karbala”. Część badaczy uważa, że wywodzi się ona od określenia „Kar Babel”, co oznacza grupę starożytnych osad babilońskich, w tym Nainawa, Al-Ghadiriyya, Karbella, Al-Nawaweess i Al-Heer (obecnie znane jako Al-Hair, miejsce w którym znajduje się grób Husayna ibn Alego). Inni zwracają uwagę, że „Karbala” może nawiązywać do miejsca, w którym zginął Husayn ibn Ali, a które to jest stworzone „z miękkiej gleby” – Al-Karbalat.
Według wierzeń szyickich, archanioł Gabriel przekazał Mahometowi prawdziwe znaczenie słowa Karbalā’. Według tej teorii, jest ono połączeniem słów: karb (arab. كَرْب), oznaczającego „ziemię, która powoduje agonię” oraz słowa balā’ (arab. بَلَاء), oznaczającego „dolegliwości”.

## Klimat
Karbala znajduje się w strefie ciepłego klimatu pustynnego (BWh w klasyfikacji klimatu Köppena) z wyjątkowo gorącymi, długimi, suchymi latami i łagodnymi zimami. Prawie wszystkie roczne opady występują od listopada do kwietnia, chociaż żaden miesiąc nie jest mokry.

## Historia
W 680 roku miała tu miejsce bitwa, w której zginął wnuk Mahometa, Husajn ibn Ali. Jego grób jest popularnym miejscem pielgrzymek szyitów. W mieście rozwinął się przemysł metalowy, włókienniczy i odzieżowy, obuwniczy, materiałów budowlanych oraz spożywczy, a także rzemiosło artystyczne.
W roku 1915 miało miejsce powstanie w Karbali, będące aktem buntu przeciwko Imperium Osmańskiemu, rządzącemu wówczas na tych terenach.
W 1928 r. w mieście przeprowadzono istotny projekt odwadniania miasta, aby uwolnić miasto od niezdrowych bagien, powstałych między kanałami Hussainiya i Bani Hassan nad Eufratem.
W 1991 r. miasto było świadkiem powstania i buntu w trakcie zawieszenia broni podczas wojny w Zatoce Perskiej, a skierowanego przeciwko panującej władzy, z Saddamem Husajnem na czele.
Między 3 a 6 kwietnia 2004 roku miała miejsce obrona ratusza w Karbali, prowadzona przez żołnierzy polskich i bułgarskich.
14 kwietnia 2007 roku w pobliżu stacji autobusowej miał miejsce atak terrorystyczny przy użyciu auta wypełnionego materiałami wybuchowymi. W ataku tym zginęło 47 osób, z czego 16 ofiar stanowiły dzieci.